# Ptilotrichum
Ptilotrichum is een geslacht van kruidachtige planten uit de kruisbloemenfamilie (Brassicaceae) met elf soorten uit gematigd Azië en Europa.

## Kenmerken
Ptilotrichum-soorten zijn overblijvende, kruidachtige of verhoutte planten, dikwijls in de vorm van een dwergstruikje. De wortelrozet- en stengelbladeren zijn enkelvoudig en niet ingesneden.
De bloeiwijze is een eindstandige tros met viertallige bloemen, elk met vier losse kelk- en kroonblaadjes, zes meeldraden en een bovenliggend vruchtbeginsel met een zaadknop.
De vruchten zijn ei- tot halfronde hauwtjes.

## Taxonomie
Het geslacht telt elf soorten die voordien bij Alyssum (Schildzaad) en Hormathophylla werden ingedeeld. De typesoort is Ptilotrichum canescens.
- Ptilotrichum cadevallianum (Pau) Heywood
- Ptilotrichum canescens (DC.) C.A.Mey.
- Ptilotrichum dahuricum Peschkova
- Ptilotrichum halimifolium Boiss.
- Ptilotrichum lapeyrousianum (Jord.) Jord.
- Ptilotrichum longicaule (Boiss.) Boiss.
- Ptilotrichum macrocarpum (DC.) Boiss.
- Ptilotrichum purpureum (Lag. & Rodr.) Boiss.
- Ptilotrichum pyrenaicum (Lapeyr.) Boiss.
- Ptilotrichum reverchonii Degen & Hervier
- Ptilotrichum spinosum (L.) Boiss.

## Verspreiding
Het geslacht is vooral bekend van gematigd Azië, maar enkele soorten komen ook in Zuid- en Oost-Europa voor.
... · 
Alliaria · 
Alyssum (Schildzaad) · 
Arabidopsis · 
Arabis (Scheefkelk) · 
Armoracia · 
Aubrieta · 
Barbarea (Barbarakruid) · 
Berteroa · 
Brassica (Kool) · 
Braya · 
Bunias (Hardvrucht) · 
Cakile · 
Calepina · 
Camelina · 
Capsella (Herderstasje) · 
Cardamine (Veldkers) · 
Cochlearia (Lepelblad) · 
Coincya · 
Conringia · 
Coronopus (Varkenskers) · 
Crambe (Bolletjeskool) · 
Descurainia · 
Diplotaxis (Zandkool) · 
Draba · 
Erophila · 
Eruca · 
Erucastrum · 
Eutrema  · 
Erysimum (Steenraket) · 
Heliophila · 
Hesperis · 
Hirschfeldia · 
Hormathophilla · 
Hornungia · 
Iberis (Scheefbloem) · 
Isatis · 
Lepidium (Kruidkers) · 
Lobularia · 
Lunaria (Judaspenning) · 
Malcolmia · 
Matthiola · 
Neslia · 
Physaria · 
Pringlea · 
Ptilotrichum · 
Raphanus (Radijs) · 
Rapistrum · 
Rorippa (Waterkers) · 
Schouwia · 
Selenia · 
Sinapidendron · 
Sinapis · 
Sisymbrium (Raket) · 
Subularia · 
Teesdalia · 
Thlaspi (Boerenkers) · 
...